# Tușnad
Tușnad (in ungherese Tusnád) è un comune della Romania di 2 146 abitanti, ubicato nel distretto di Harghita, nella regione storica della Transilvania.
Il comune è formato dall'unione di 3 villaggi: Tușnad, Tușnadu Nou, Vrabia.
La maggioranza della popolazione (circa il 92%) è di etnia Székely.